# Anna Maria Russell

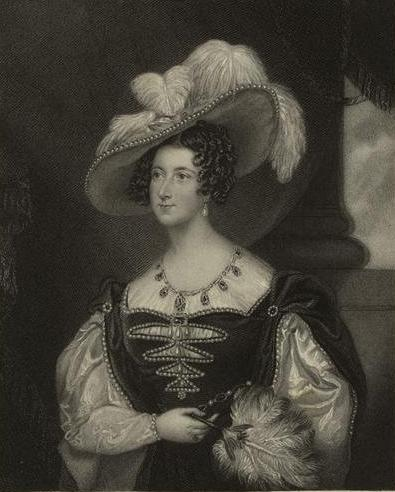
Księżna Bedford

Anna Maria Russell, z domu Stanhope (3 września 1783 – 3 lipca 1857 w Londynie), córka Charlesa Stanhope’a, 3. hrabiego Harrington i Jane Fleming, córki sir Johna Fleminga, 1. baroneta. 8 sierpnia 1808 r. w Harrington House w Londynie poślubiła Francisa Russella, 7. księcia Bedford (13 maja 1788 – 14 maja 1861), syna Johna Russella, 6. księcia Bedford i Georgiany Elisabeth Byng, córki 4. wicehrabiego Torrington. Francis i Anna mieli razem jednego syna:
- William Russell (1 lipca 1809 – 27 maja 1872), 8. książę Bedford[1].

Była szwagierką premiera Wielkiej Brytanii Lorda Russella. W latach 1841–1847 była Lady of the Bedchamber królowej Wiktorii. Księżna wraz z mężem przyjmowała królową podczas jej wizyty we wiejskiej rezydencji Bedfordów, Woburn Abbey, w 1841 roku.
Księżna Bedford jest powszechnie uważana za osobę, która wprowadziła w Anglii zwyczaj popołudniowego picia herbaty. W XVIII w. i początkach XIX w. obiad był spożywany późną porą, między 19:00 a 20:30. Poprzedni posiłek był spożywany ok. godziny 12:00 i był zwany luncheon. Powodowało to, że przez większość dnia ludzie chodzili głodni. Księżna Bedford wprowadziła więc lekkie popołudniowe przekąski połączone z piciem herbaty ok. godziny 17:00. Pierwsze takie posiłki odbywały się w Woburn Abbey, w pokoju zwanym Blue Drawing Room. Wkrótce ten zwyczaj został przejęty przez najbliższych przyjaciół księstwa Bedford i rozprzestrzenił się w kręgach wyspiarskiej arystokracji, a później i w niższych kręgach społeczeństwa i stał się częścią angielskiej kultury.
Księżna zmarła w 1857 r. w Bedford Chapel w Chenies w hrabstwie Buckinghamshire.